# Jean Grimaldi
Pour les articles homonymes, voir Grimaldi (homonymie).
Ne doit pas être confondu avec Jean-Marie de Grimaldi.
Jean Grimaldi (né à Bastia en Corse le 7 octobre 1898 - mort à Montréal le 14 octobre 1996) a été un chanteur et directeur de tournée de théâtre  burlesque au Québec (Canada). 

## Biographie
Jean Grimaldi est né en Corse en 1898. Après avoir combattu sous le commandement du maréchal Pétain au cours de la 1re grande guerre, Jean Grimaldi s'installe à Marseille (France) avec son frère jumeau François en 1919. 
Il vit de mille métiers dont celui de chanteur grâce à de petits rôles au théâtre Alcazar à Marseille. 
Il immigre au Québec en 1926 et s’installe dans le Faubourg à m'lasse dans le quartier Centre-Sud de Montréal. Il débute rapidement sa carrière canadienne à la Société canadienne d'opérette, dirigée alors par Honoré Vaillancourt. Il travaille avec Conrad Gauthier, Ulysse Paquin, Roméo Mousseau et plusieurs autres.
Il participe à quelques tournées à la fin des années 1927-1928 sans grand succès.
En 1929, il est engagé dans les productions musicales d'Hector Pellerin qui se produisait au Théâtre national. Il y travailla avec Juliette Béliveau et Raoul Léry. C'est au Théâtre national qu'il rencontre Olivier Guimond, père et le comédien Paul Hébert (rien à voir avec l'acteur Paul Hébert décédé en 2017) qui auront une grande influence sur sa carrière.

## Directeur de tournée

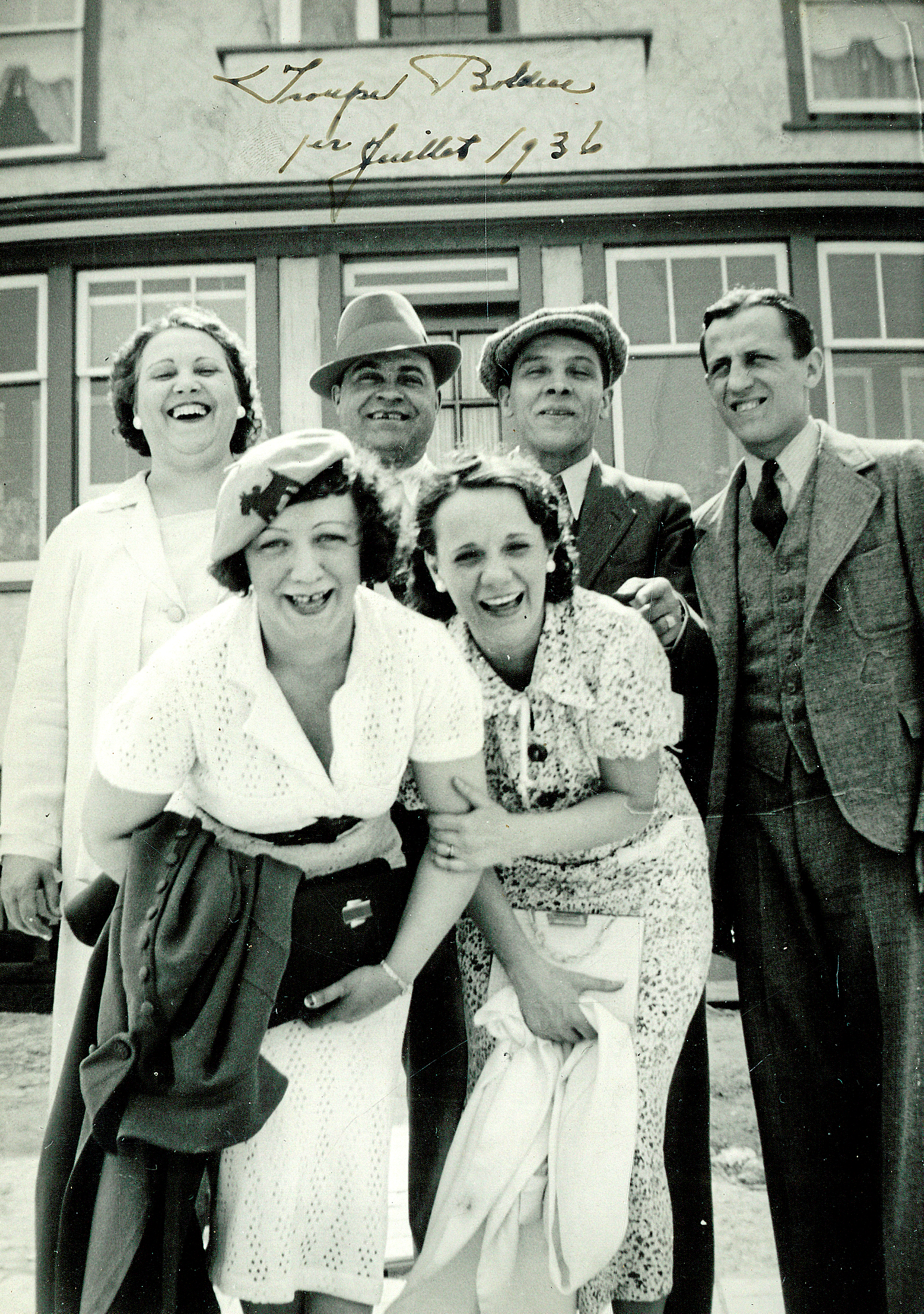
La troupe Bolduc en 1936. Mme Bolduc, Armand Lacroix, Jean Grimaldi et André Carmel, et rangée avant: Colette Ferrier et Manda Parent

Contre toute attente, en 1931, La Bolduc lui demande de prendre la direction de son spectacle. Il devient donc partenaire, directeur, producteur, caissier et chanteur des tournées de La Bolduc. Pendant quelques années, il assista donc La Bolduc à travers les tournées qui l'amena, été comme hiver, aux quatre coins du Québec, souvent dans des conditions très difficiles. En juin 1937, la voiture de la troupe a un accident et La Bolduc est la plus grièvement blessée.
À partir de ce moment, Jean Grimaldi dirigera seul sa propre troupe.   
Pendant plus de quarante ans, de la fin des années 1920 jusqu'au milieu des années 1960, il a donc organisé des tournées de spectacles de variétés au Québec, au Nouveau-Brunswick et même aux États-Unis auprès des franco-américains mais aussi des spectacles dans plusieurs théâtres montréalais. Il travaille alors avec les grands artistes de variétés de sa génération: Rose Ouellette, Juliette Petrie, Manda Parent, Olivier Guimond, père et fils, Alys Robi, Jeanne-D'Arc Charlebois, Paul Thériault, Paul Desmarteaux, Claude Blanchard, Ti-Gus et Ti-Mousse, etc.

## Montréal
En 1948, il acheta l'ancien cinéma Ouimetoscope, rue Sainte-Catherine est à Montréal et le baptisa le théâtre Canadien. Il connut quelques années de grand succès accueillant même Charles Aznavour, Charles Trenet, Marjanne, Georges Guétary, Clairette Oddera et tant d'autres. Il découvrit aussi, avec ses productions musicales, de nouveaux talents d'ici tels que Paolo Noël, Margot Lefebvre, Jean Lapointe, Jérôme Lemay, Serge Deyglun, Amulette Garneau et beaucoup d'autres.
Au début des années 1950, il fit l'acquisition du Théâtre Gayety (qu'il rebaptisa Radio Cité) et du Théâtre National. Il y connut pendant quelques années un succès foudroyant. En 1956, réalisant que la formule n’accrochait plus, Jean Grimaldi vendit l’immeuble du Théâtre Gayety à Gratien Gélinas qui en fit la Comédie Canadienne.
À la demande de Gilles Latulippe, Jean Grimaldi agit comme animateur, directeur artistique et comédien au Théâtre des Variétés dès son ouverture en 1967 (jusqu'en 1971).
Homme de théâtre de vaudeville, gérant d’artistes, Jean Grimaldi fut rapidement surnommé « le papa des artistes ».
Il est le père de l'animatrice et chroniqueuse Francine Grimaldi.
Le fonds d'archives de Jean Grimaldi est conservé au centre d'archives de Montréal de Bibliothèque et Archives nationales du Québec.

## Pièces comiques et chansons
- Jean Grimaldi est l'auteur de plus de 200 saynètes et de plusieurs centaines de chansons[2].

## Honneurs
- En 1995, après d'importantes rénovations, le Cégep André-Laurendeau (situé dans l'arrondissement LaSalle à Montréal) renomme son amphithéâtre par le nom de Salle Jean-Grimaldi du nom évocateur de ce pionnier du monde du spectacle au Québec. La Salle Jean-Grimaldi, salle de 811 fauteuils, s’impose depuis parmi les lieux de diffusion les plus vivants du Québec.

## Sources
- Exposition Jean Grimaldi - L’amour de la scène sur parolecitoyenne.org
- Site de la Salle Jean-Grimaldi
- Jacques Cimon et Philippe Laframboise, Jean Grimaldi présente, Ferron Éditeur (Montréal), 1973
- Dictionnaire des artistes du théâtre québécois, Cahier de théâtre Jeu, 2008, p. 182-183